# Ankara Yenimahalle BSK
Ankara Yenimahalle Belediyesi Spor Kulübü (ou Ankara Yenimahalle BSK) est un club sportif turc domicilié à Yenimahalle dans la province d'Ankara. Le club est principalement connu pour sa section de handball féminin.

## Palmarès
Handball féminin
- Champion de Turquie en 2015 et 2016